# Пуля с цельнометаллической оболочкой

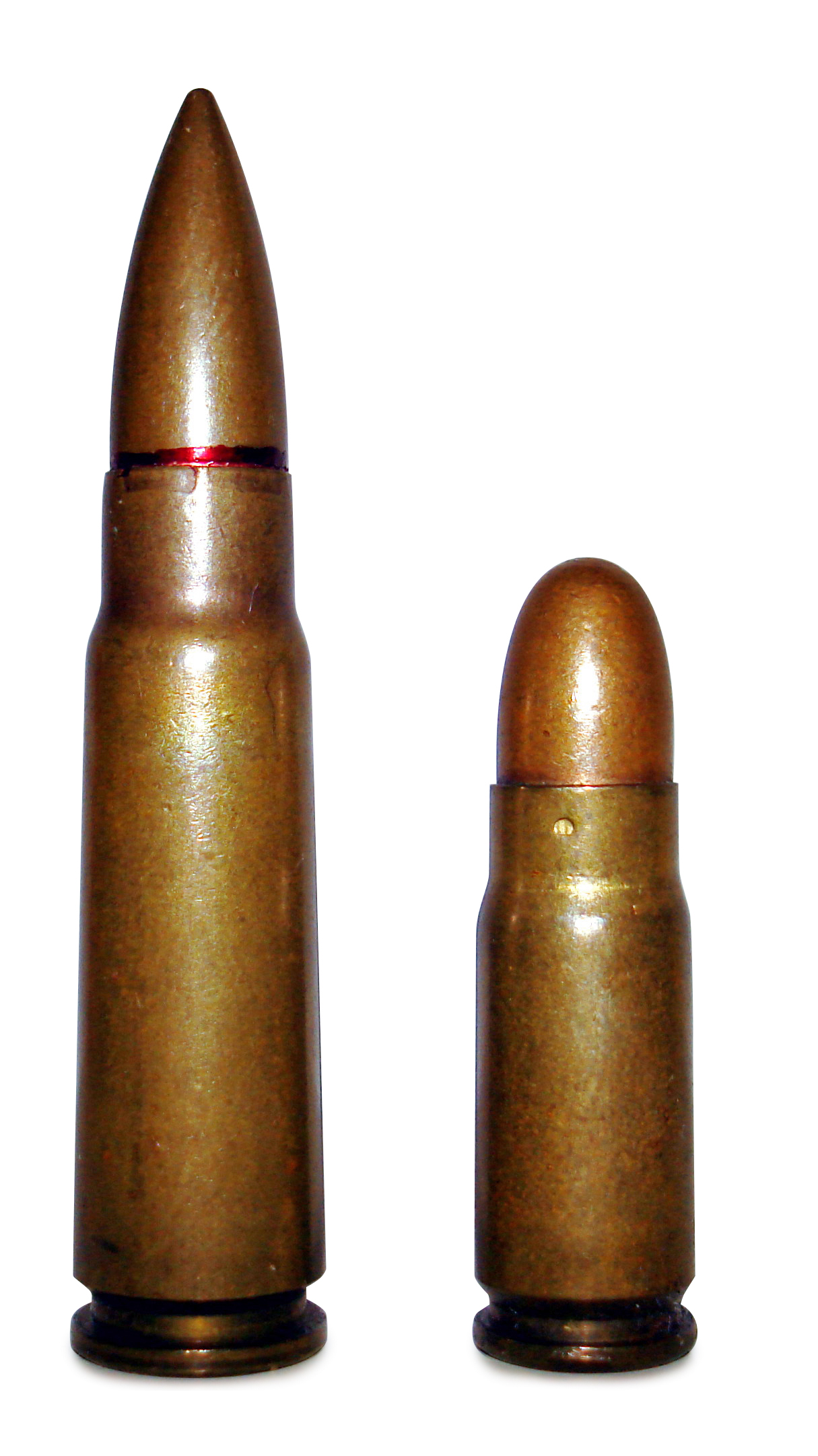
Боеприпасы с цельнометаллической оболочкой — патроны 7,62×39 мм и 7,62×25 мм ТТ

Пуля с цельнометаллической оболочкой, также оболочечная пуля — пуля, покрытая слоем из медного сплава (томпак, мельхиор) или из стали. Оболочка покрывает практически всю поверхность сердечника и предохраняет пулю от деформаций при ношении, заряжании оружия (особенно механическом) и разрушения при движении в нарезах ствола (т.н. "срыв с нарезов"). Такая пуля лучше сохраняет первоначальную форму, что положительно сказывается на её баллистических качествах и проникающей способности.  Боеприпасы с цельнометаллической оболочкой стали широко применяться в 80-х годах XIX века с распространением магазинных винтовок. Гаагские соглашения 1899 года запретили использование лишь экспансивных пуль в военных целях, как негуманного оружия, но не касаются цельнооболочечных пуль.

## Пули с разрушающейся оболочкой
Некоторые ружейные патроны наносят более тяжёлые раны, нежели другие, в силу конструкционных особенностей. Не все пули содержат в себе цельнометаллический сердечник.
- Хотя британские боеприпасы .303 British формально удовлетворяют требованиям Гаагских конвенций, они наносят больший урон из-за своей компоновки. Центр масс подобной пули смещен назад — головная часть сердечника сделана из более лёгкого материала, из-за чего пуля разворачивается при столкновении с препятствием, создавая обширные раны. Подобным образом сконструирован и советский 5,45×39 мм, который имел пустотелую выемку в головной части.
- В других боеприпасах НАТО — 7,62×51 мм — используется стальная оболочка вместо медносплавной, из-за чего она очень часто разрушается после соприкосновения с препятствием.

## В культуре
- В честь такого вида пули назван культовый фильм Стэнли Кубрика о войне во Вьетнаме.
- В фильме «Дом, который построил Джек» главный герой в последней сцене ищет именно эти пули в надежде повторить эксперимент немецких солдат в годы Второй Мировой.